# Las Coloradas 2da. Sección
Las Coloradas 2da. Sección är en ort i Mexiko.   Den ligger i kommunen Cárdenas och delstaten Tabasco, i den sydöstra delen av landet, 600 km öster om huvudstaden Mexico City. Las Coloradas 2da. Sección ligger 8 meter över havet och antalet invånare är 666.
Terrängen runt Las Coloradas 2da. Sección är mycket platt. Havet är nära Las Coloradas 2da. Sección åt nordväst. Runt Las Coloradas 2da. Sección är det ganska tätbefolkat, med 129 invånare per kvadratkilometer. Närmaste större samhälle är Poblado C-11 José María Morelos y Pavón, 18,9 km söder om Las Coloradas 2da. Sección. Trakten runt Las Coloradas 2da. Sección består till största delen av jordbruksmark.